# Blaesodactylus
Blaesodactylus – rodzaj jaszczurek z rodziny gekonowatych (Gekkonidae).

## Zasięg występowania
Rodzaj obejmuje gatunki występujące endemicznie na Madagaskarze. 

## Systematyka

### Etymologia
Blaesodactylus: gr. βλαισος blaisos „zgięty, wykrzywiony”; δακτυλος daktulos „palec”.

### Podział systematyczny
Do rodzaju należą następujące gatunki: 
- Blaesodactylus ambonihazo Bauer, Glaw, Gehring & Vences, 2011
- Blaesodactylus antongilensis (Böhme & Meier, 1980)
- Blaesodactylus boivini (Duméril, 1856)
- Blaesodactylus ganzhorni Vences, Miralles, Ineich, Rakotoarison, Glasenapp, Scherz, Köhler, Glaw & Raselimanana, 2025
- Blaesodactylus microtuberculatus Jono, Bauer, Brennan & Mori, 2015
- Blaesodactylus sakalava (Grandidier, 1867)
- Blaesodactylus victori Ineich, Glaw & Vences, 2016